# المساجين الثلاثة (فلم)
المساجين الثلاثة هو فيلم مصري عرض عام 1968، بطولة رشدي أباظة وشمس البارودي ومحمد عوض ونوال أبو الفتوح ويوسف شعبان وناهد يسري، ومن إخراج حسام الدين مصطفى.

## قصة الفيلم
يهرب ثلاثة من المساجين حيث يحاول كل منهم أن ينفذ فكرة تجول في خاطره، وينجحون في الهرب فالأول يسرق سيارة أحد أفراد عصابة، ويتقابل مع مندوبة العصابة التي كانت تنتظر العميل الأصلي وتعتقد أنه يحمل كميات من الذهب ثم يحاول أن تهرب معه فينكشف أمرها. والثاني يحاول أن يسترد حبيبته التي دخل السجن من أجلها، ويحاول أن يمنع زواجها، وينجح في اكتشاف أن خطيب حبيبته مزور لص. أما السجين الثالث فقد أخفى ما سرقه تحت شجرة ويعود لاسترداده لكن دون جدوى. يقرر المساجين الثلاثة التضحية بحريتهم من أجل القبض على عصابة تهريب الأموال، يعود الثلاثة إلى السجن لتمضية العقوبة ثم يخرجون ليتزوج كل منهم بحبيبته بعد فترة من الوقت وقد صاروا مواطنين صالحين.

## طاقم التمثيل
- رشدي أباظة: (رشدي أباظة - جو)
- شمس البارودي: (ريتا)
- محمد عوض: (محمد عوض - عبد السميع)
- نوال أبو الفتوح: (توحة الشغالة)
- يوسف شعبان: (يوسف شعبان - عصام)
- ناهد يسري: (هدى)
- عبد المنعم مدبولي: (غندور)
- زوزو شكيب: (زوجة غندور)
- صلاح نظمي: (رينيه)
- سمير صبري: (فريد)
- أحمد لوكسر: (مأمور السجن)
- أمينة الشريعي: (زوجة والد هدى)
- كنعان وصفي: (مستر جو)
- عبد الغني النجدي: (البواب سعد عبد الباسط)
- نادية سيف النصر: (روزا)
- الطوخي توفيق: (من أفراد العصابة)
- حسان اليماني: (الطباخ سيد)
- عماد محرم: (من أفراد العصابة)
- نادية شكري: (مذيعة التلفزيون)
- صالح الإسكندراني: (من سكان الحارة)
- إبراهيم حشمت: (والد هدى)

## فريق العمل
- إخراج: حسام الدين مصطفى
- تأليف: فيصل ندا
- مدير التصوير: وحيد فريد
- مونتاج: حسين أحمد
- إنتاج: أفلام الاتحاد (عباس حلمي)
- توزيع داخلي: أفلام السلام (حسن أمين إمام)
- توزيع خارجي: أفلام الاتحاد (عباس حلمي)